# Pu Songling
Pu Songling (蒲松齡), también conocido como P'sung Ling (Zibo, en Shandong,  5 de junio de 1640 - 25 de febrero de 1715) es un escritor chino de la dinastía Qing, autor de la famosa recopilación Cuentos fantásticos del estudio del charlatán (Liáo zhāi zhì yì) (聊齋志異), escritos en lengua clásica en la tradición de los chuanqi (傳奇) de la dinastía Tang. 

## Biografía
Nació en una familia de comerciantes pobres y, al no haber obtenido demasiado éxito en los exámenes oficiales, dedicó toda su vida a la enseñanza como preceptor particular. Pu Songling escribió muchas obras, entre ellas la colección de leyendas de fantasmas, seres sobrenaturales y aventuras de la mitología china, Liao Zhai Zhi Yi ("Los extraños cuentos de Liaozhai", 1741), que es su obra más representativa. La leyenda dice que tenía una tetería y permitía marcharse sin pagar a quien fuera capaz de contarle un cuento asombroso.
La obra contiene 431 cuentos, en los cuales destaca la combinación de realismo y fantasía y la vitalidad de sus personajes. Los cortos abarcan 200 o 300 caracteres, y los largos, miles. Esta obra critica las ataduras del feudalismo, el duro destino de las mujeres, el sistema decadente de exámenes imperiales y la fosilización de la ética feudal, mientras que muestra sus simpatías por los sufrimientos del pueblo y exalta el verdadero amor y el desprecio a las convenciones, abogando por la liberación de la personalidad. Los cuentos sobre el amor entre lo humano y lo divino, en especial entre letrados y seres femeninos sobrenaturales, han sido los más populares y muestran su deseo de romper con la ética feudal. Entre los mejores pueden citarse El grillo, Wang Sian, Liancheng, El espíritu del crisantemo, La señora Chou y El sueño del lobo.
El grillo se refiere a la época en que los altos burócratas gustaban de las peleas de grillos y obligaban a sus subordinados a buscarles buenos ejemplares. Cuenta cómo un bajo funcionario fue golpeado por haber fracasado en esa tarea. Al fin consigue un grillo campeón, pero el hijo, muy curioso, abre su jaula, pero se le escapa y cuando lo consigue capturar lo ha dejado tan herido que muere. Asustado por lo que ha hecho, va a ver a su madre, esta se lo recrimina duramente, y el muchacho se suicida tirándose a un pozo; cuando llega el padre lo descubren y se apenan como no es posible describir. Pero su alma se reencarna en grillo campeón y se deja coger por su padre, quien, de esa manera, consigue ascender en el escalafón. Este cuento, ya de por sí emotivo, ofrece incidentalmente una pintura muy gráfica de las miserias de la gente común y de los funcionarios menores entregados a la merced de sus jefes caprichosos.
Las zorras en el “Liao Zhai Zhi Yi” siempre surgen como chicas bonitas y bondadosas. La más brillante entre todas es la llamada Xiao Cui en el cuento con el mismo nombre, el cual destaca por lo intrincado de su argumento. Pu Songling creó una chica pura, honrada, lista y bondadosa. El autor solo revela al final del cuento que Xiao Cui es una zorra que viene bajo forma humana a devolver un favor a la familia de Wang porque su madre se refugió en el pasado allí.
También en el cuento “Zorro Casa a su Hija”, Pu Songling escribió una escena de sentimientos tiernos sobre la familia de zorros. Estos son amables, educados y tratan a la humanidad que entra en sus vidas como huésped.
Aparte de zorras bonitas, también hay zorras feas pero bondadosas en “Liao Zhai Zhi Yi”. Lo que cuenta en el cuento “La Zorra Fea” es que una zorra fea sostiene a toda la familia de un letrado pobre mientras es pobre. Cuando finalmente tiene su propia casa acomodada y ropas bonitas, este letrado invita a un mago para echar a la zorra a la calle. Enfurecida ante la ingratitud del letrado, recobra todo lo que le había dado y le castiga. El autor condena las conductas perversas de la humanidad a través de este cuento.
Pu Songling describe muchas figuras femeninas bajo el nombre de la “zorra” componiendo, en cierto modo, una obra de evasión, pues por su lectura olvidaban los lectores las dificultades de la vida en la China feudal. También hay historias sobre unas criaturas con características propias a la vez del zombi y del vampiro, las llamadas jiāng shī; las referencias más antiguas sobre estos monstruos datan del siglo XII; absorben el chi o energía vital de las personas a través de sus manos.
Liao Zhai Zhi Yi es una obra inmortal en la historia cultural de China y durante más de 200 años se ha traducido a más de 20 idiomas en todo el mundo y muchos de sus cuentos se adaptaron como películas o telenovelas populares en Extremo Oriente.
Pu Songling también escribió otra obra muy reconocida, El cadáver bebedor, en la que refleja las creencias chinas sobre tener dos almas: la superior y la inferior.